# Савчук, Антоний Сергеевич
Антон(ий) Сергеевич Савчук (род. 20 ноября 1995) — российский тяжелоатлет, чемпион и призёр чемпионатов России, победитель и призёр розыгрышей Кубка России. Мастер спорта России международного класса. Выступал в весовой категории свыше 109 кг. Савчук участвовал в чемпионате Европы 2019 года, где стал восьмым (190+220=410 кг). В том же году на чемпионате мира занял 13-е место (183+226=409 кг). В 2020 году стал серебряным призёром Кубка мира (184+228=412 кг). На чемпионате Европы 2021 года Савчук занял 5-е место (190+228=418 кг).

## Спортивные результаты
- Кубок России по тяжёлой атлетике 2013 года —  (свыше 105 кг; 175+215=390 кг);
- Кубок России по тяжёлой атлетике 2016 года —  (свыше 105 кг; 170+217=387 кг);
- Кубок России по тяжёлой атлетике 2018 года —  (свыше 105 кг; 179+227=406 кг);
- Кубок России по тяжёлой атлетике 2019 года —  (свыше 109 кг; 188+232=420 кг);
- Чемпионат России по тяжёлой атлетике 2019 года —  (свыше 109 кг; 185+215=400 кг);
- Чемпионат России по тяжёлой атлетике 2020 года —  (свыше 109 кг; 175+215=390 кг);
- Чемпионат России по тяжёлой атлетике 2021 года —  (свыше 109 кг; 186+220=406 кг);
- Чемпионат России по тяжёлой атлетике 2022 года —  (свыше 109 кг; 175+212=387 кг);